# Martin Gropius Krankenhaus

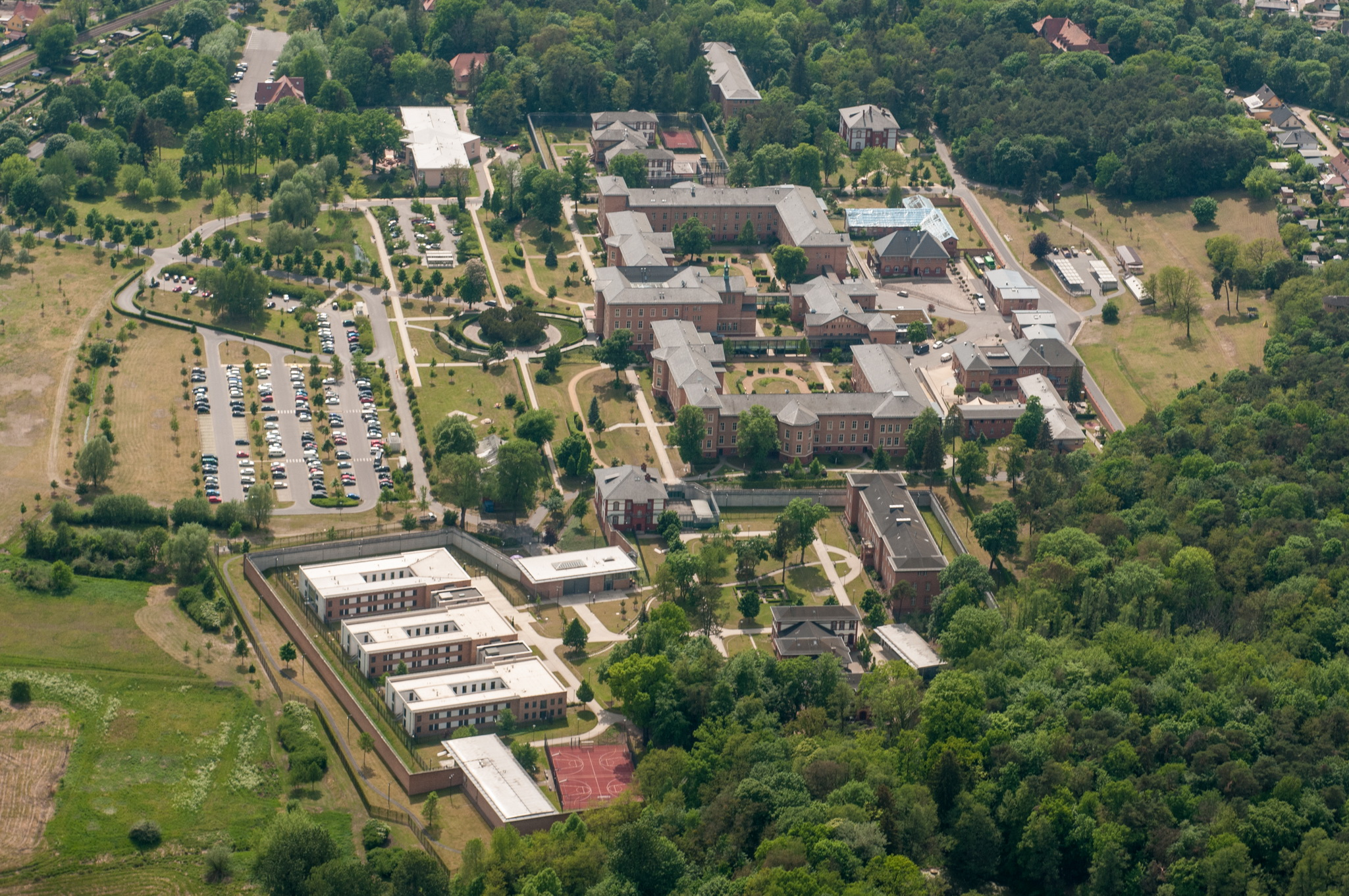
Luftbild 2017

Das Martin-Gropius-Krankenhaus (Eigenschreibweise GLG Martin Gropius Krankenhaus) ist ein Fachkrankenhaus für Neurologie und Psychiatrie in Eberswalde. Das Klinikum ist ein akademisches Lehrkrankenhaus der Charité. Der Gebäudekomplex entstand in den 1860er Jahren. Er erhielt seinen Namen zu Ehren des Architekten Martin Gropius, der ihn geplant und den Bau geleitet hat.

## Geschichte
Das Gebäude wurde vom Berliner Architekten Martin Gropius 1862 bis 1865 im Auftrag der Landstände der Kurmark Brandenburg als „Land-Irren-Anstalt Neustadt-Eberswalde“ erbaut. Es entstand eine Anlage im Block-System. Gropius’ Entwurf war wegweisend für das wenig später aufkommende Pavillonsystem für Krankenhäuser.
Im Jahr 2002 schrieb Detlef Karg, Landeskonservator und Direktor des Brandenburgischen Landesamtes für Denkmalpflege: „Zugleich markiert der Bau eine wichtige Etappe in der Entwicklung der Stadt Eberswalde, deren gewerbliches Leben nachhaltig von der neuen Einrichtung profitierte. Darüber hinaus leistete die Anstalt im Verlauf ihres Bestehens wichtige Schrittmacherdienste auf dem Gebiet psychisch Kranker. Überregionale Bekanntheit erlangten in diesem Zusammenhang vor allem der erste Direktor der Anstalt, Dr. C. M. F. Sponholz, sowie die späteren Anstaltsleiter Dr. August Zinn und dessen Sohn, Dr. Karl Zinn.“
August Zinn (1825–1897), ein Pionier der modernen Psychiatrie, der zuvor Direktor und erster Arzt der St. Gallischen Irrenheilanstalt St. Pirminsberg in der Schweiz war, wurde 1872 Direktor und Chefarzt der „Land-Irren-Anstalt Neustadt-Eberswalde“. An den Mediziner erinnert die Straße Dr.-Zinn-Weg. Sein Sohn Karl Zinn (1864–1940) wurde nach dem Tod des Vaters ab dem 1. März 1898 Chefarzt und Direktor der Landesirrenanstalt Eberswalde und leitete sie bis zu seiner Pensionierung am 1. Oktober 1929.
Bis um 1942 diente der Gebäudekomplex als Nervenklinik der Landesanstalt der Provinz Brandenburg, dann richtete die Wehrmacht hier ein Lazarett ein.
Nach dem Ende des Zweiten Weltkriegs nutzte die sowjetische Besatzungsmacht, die Rote Armee, das Hauptgebäude bis 1994 als Hospital. Die deutsche Nervenklinik wurde in Nebengebäuden untergebracht.
Nach der Wende und der deutschen Wiedervereinigung ging das Krankenhaus aus dem früheren städtischen Besitz in das Eigentum des neu gegründeten Landes Brandenburg über, das eine eigene Betreibergesellschaft als GmbH gründete. Nachdem die sowjetischen Truppen 1994 Deutschland verlassen hatten, konnte der Baukomplex zwischen 1997 und 2002 grundlegend saniert werden. Dann zog die Nervenklinik wieder in das angestammte Gebäude ein. Um alle Landeskliniken und medizinischen Einrichtungen in Brandenburg effizient betreiben zu können, veranstaltete die Landesregierung im Jahr 2004 eine Ausschreibung, die von der GLG Gesellschaft für Leben und Gesundheit mbH gewonnen wurde.
2006 wurden die Landkreise Barnim und Uckermark gemeinsam mit der Stadt Eberswalde Träger (Gesellschafter) im Verhältnis 71,1 % zu 25,1 % zu  3,8 %. Das Krankenhaus erhielt seinen heutigen Namen, mit welchem es den ersten Architekten der Einrichtung ehrt.

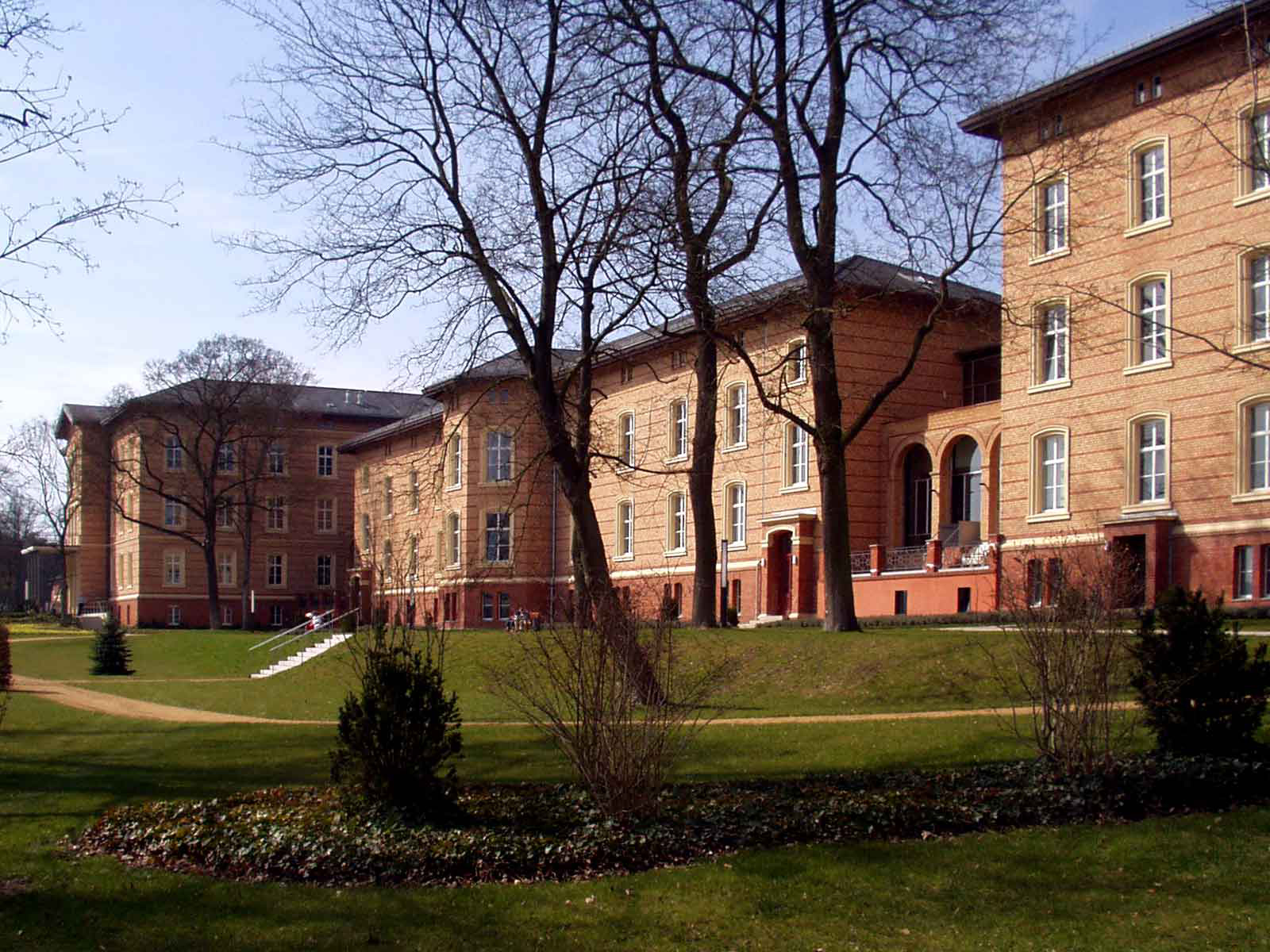
Seitenansicht des Martin-Gropius-Krankenhauses

## Organisation
Das GLG Martin Gropius Krankenhaus wird betrieben von der GLG Martin Gropius Krankenhaus GmbH und ist Teil des GLG-Verbundes. Zur Gesellschaft gehören im Bundesland Brandenburg insgesamt fünf Krankenhäuser, eine Fachklinik für Rehabilitation, Medizinische Versorgungszentren mit Arzt- und Facharztpraxen in Eberswalde, Finowfurt, Angermünde und Prenzlau. Des Weiteren sind ihr ein ambulantes Rehabilitationszentrum, ein ambulanter Pflegedienst und eine Medizinservice-GmbH, Wohnstätten, Tageskliniken und Beratungsstellen für psychisch erkrankte Menschen in Angermünde, Bad Freienwalde, Bernau, Criewen, Eberswalde, Prenzlau, Schwedt/Oder und Templin zugeordnet.

## Funktion
Das Krankenhaus beherbergt sieben Fachabteilungen, unter anderem für Neurologie, für Kinder- und Jugendpsychiatrie und -psychotherapie, für (Erwachsenen-)Psychiatrie und Psychotherapie, für Forensische Psychiatrie, ein Schlaflabor sowie einen Fachbereich für sozialpsychiatrische Rehabilitation.
Die Klinik für Neurologie betreibt die zertifizierte überregionale Stroke Unit am GLG Werner Forßmann Klinikum Eberswalde und ist zertifiziertes Multiple-Sklerose-Zentrum (MS-Zentrum) sowie ein neuromuskuläres Zentrum im Land Brandenburg.

## Architektur

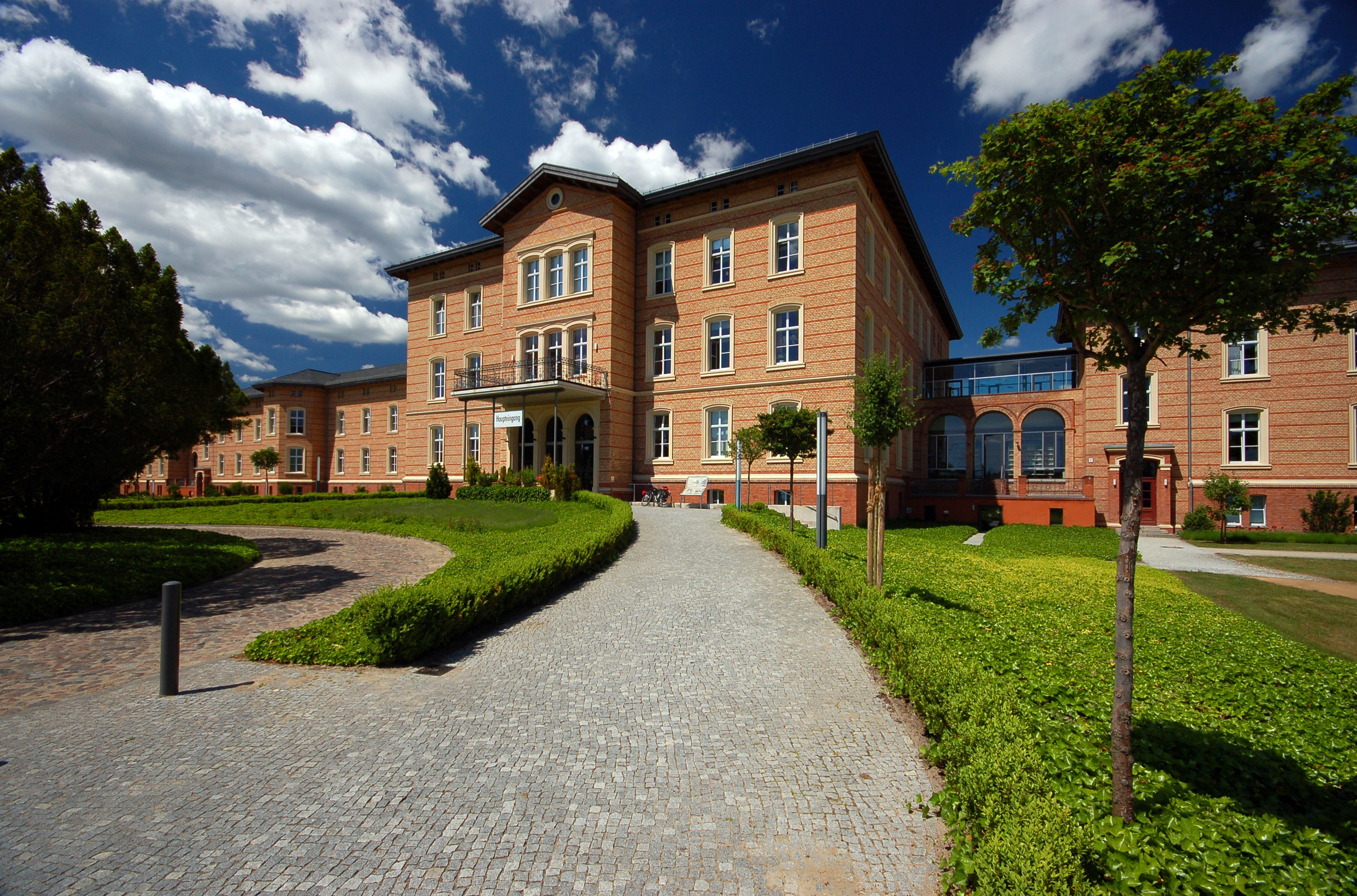
Haupteingang

Der Krankenhauskomplex (Adresse Oderberger Straße 8) ist eine vierflügelige Anlage mit einem Mitteltrakt. Das Haupthaus und zwei Eckgebäude weisen drei Etagen auf, die übrigen Anschlussgebäude sind zweistöckig. Im hinteren Bereich befinden sich einige flache Wirtschaftsgebäude. Alle Bauten sind mit flach geneigten Pultdächern versehen. In den Innenbereichen des Hauptkomplexes wurden Grünflächen angelegt.